# Bocsor István
Bocsor István (Enying, 1807. október 18. – Pápa, 1885. június 3.) pápai református főiskolai tanár, királyi tanácsos. Fő műve a 7 részből álló Magyarország történelme különös tekintettel a jogfejlésre.

## Élete

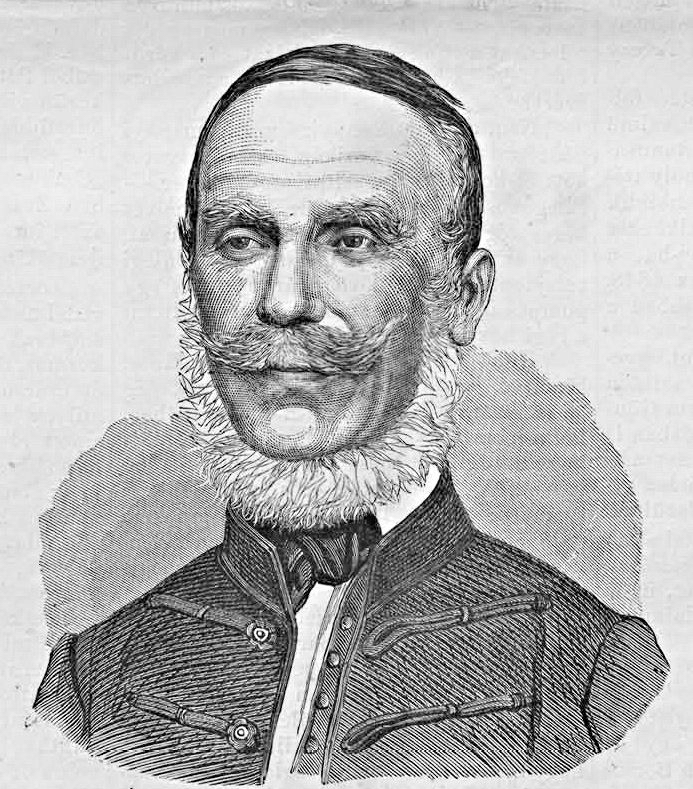
Bocsor István 1871-ben

Apja Bocsor Péter földművelő gazda volt. Gimnáziumi és főiskolai tanulmányait (teológiát és jogot) 1819-ben Pápán kezdte s ott végezte el 1832-ben; miközben 1830–1831-ben a költészeti osztály segédtanárává, majd az iskola szeniorává tették. 1835-ben a dunántúli református egyházkerület rendes tanárrá választotta; ekkor külföldre ment az ottani egyetemek látogatására. Leghosszabban Berlinben időzött, és onnan 1837. augusztus 5-én indult hazafelé.
Még abban az évben foglalta el székét a pápai kollégiumban, ahol a magyar közjogot és történelmet tanította. 1845-ben ügyvédi oklevelet szerzett. 1848-ban az enyingi választó kerület részéről képviselőjeként került a pesti nemzetgyűlésbe, de már 1849. januárban visszatért családjához.
Ezentúl állásának és az irodalomnak élt. 1874-ben a pápai református jogakadémiánál a birói vizsgák elnökévé választották.

## Munkái

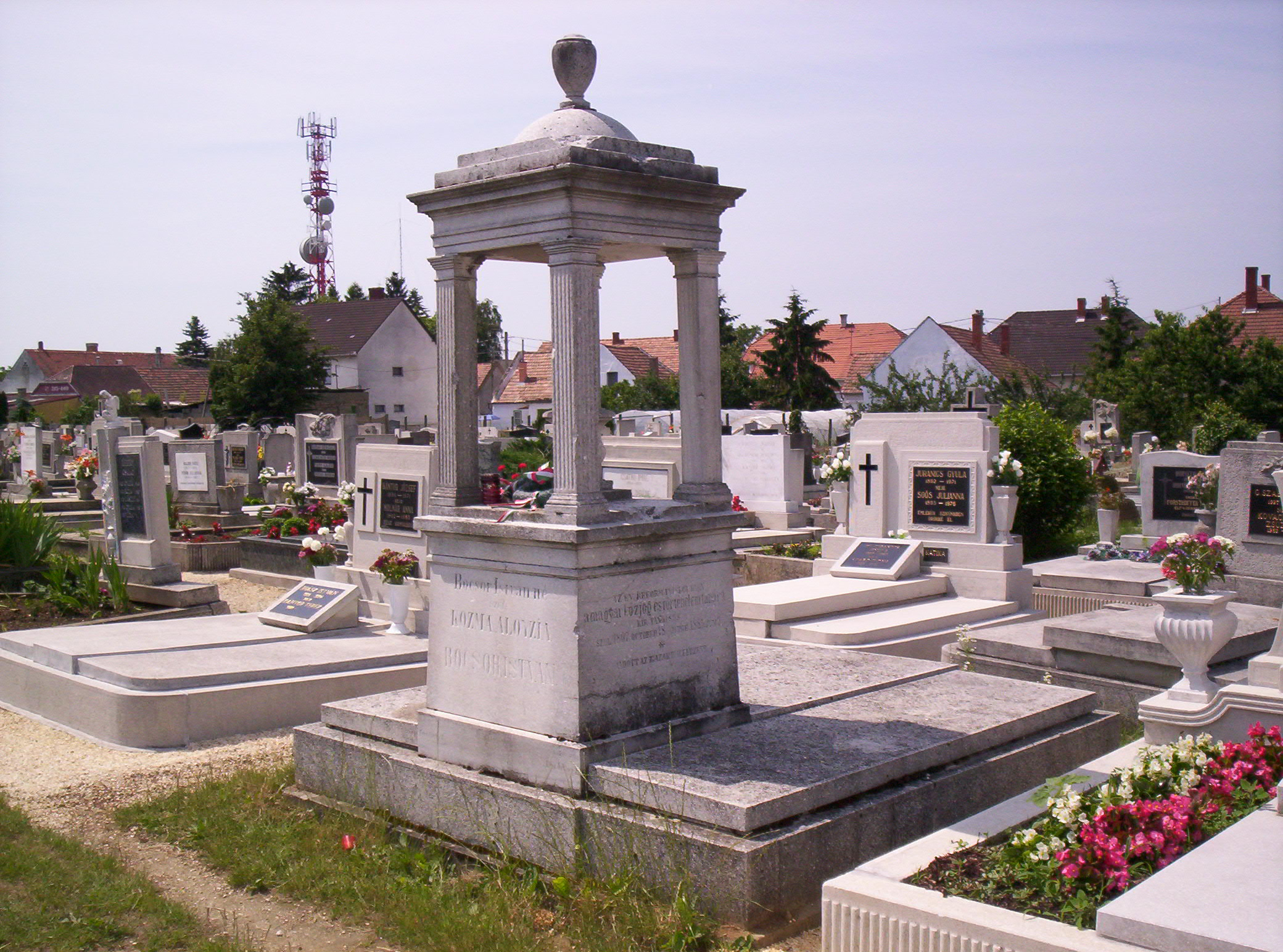
Bocsor István sírja a pápai Alsóvárosi temetőben

- Halotti versek, melyeket néhai nagytiszt. Márton István utolsó tisztességtételére készített. 1831-ben. Veszprém.
- Rövid franczia nyelvtudomány, gyakorlati példákkal. Pápa, 1839–40. Két kötet. (B. I jegyekkel.)
- Latin nyelvtan lépcsőnkénti gyakorlatokkal. 1 folyamat. Pápa, 1839. (2. kiadás Uo. 1841. 3. kiad. Uo. 1846. 4. kiad. Pest, 1853. 5. kiad. Uo. 1876. 2. folyamat. Pápa, 1841. 2. kiad. Uo. 1845. 3. k. Uo. 1876. 3. folyamat. Uo. 1843. 2. k. Uo. 1849. 3. kiad. Uo. 1876.)
- Számvetési kézikönyv. Pápa, 1843. (Ism. Prot. Egyh. és Isk. Lap 547. l. Ellenbirálat. 1844. 33. l.)
- Birálatok a Pesten felállítandó prot. főiskola tanítási rendszerét tárgyazó jutalmazott pályamunkák fölött. Pápa, 1845.
- Olvasókönyv Latin nyelvtana 3. folyamához. Pápa, 1846.
- Földrajz különös tekintettel a nép- és történettanra. Pápa, 1844–47. Három folyamat.
- Magyarország történelme különös tekintettel a jogfejlésre. Pápa, 1861–69. Négy kötet hét füzetben. (Ism. Sürgöny 1861. 296. sz. Prot. Egyh. és Isk. Lap 1862. M. Sajtó 1862. 114. 126. 127. sz. Sárospataki Füzetek 1863. Századok 1870.) I. füzet (Google Books), II. füzet (Google Books), III. füzet (Google Books), teljes:

A dunántúli ref. egyházkerület megbízásából a Halotti énekek c. énekes könyvet hangjegyekkel ő látta el, mely 1841-től fogva közhasználatban van 21 kiadást ért.
Kéziratban van mintegy 60 ívre terjedő Világtörténete, Statisztikája (40 iv), Magyar nyelvtana, Énektana, Nevelés- és oktatástana s számos bírálata stb. Mint költészettanár irt magyar vers- és költészettörténetet, mely 1831-ben nagy figyelmet keltett.
Költeményei jelentek meg a bécsi Sokfélében (1831–32.). Politikai és polemikus cikkeket írt a Társalkodóba, Athenaeumba, (Figyelmet keltettek hirlapi bölcseleti vitái Hetényi Jánossal, melyeket Erdélyi János is kiemel bölcs. történetében. B. Hegel álláspontját védte), győri Hazánkba (1848. 221–223. sz.), Magyar Sajtóba (1861–62.); a pápai kaszinó 50 éves történetét írta a Casino (1885) Névkönyvébe.